# Slagelse (stacja kolejowa)
Slagelse - stacja kolejowa w Slagelse, w regionie Zelania, w Danii. Stacja została otwarta w 1856.